# Elimination Chamber match

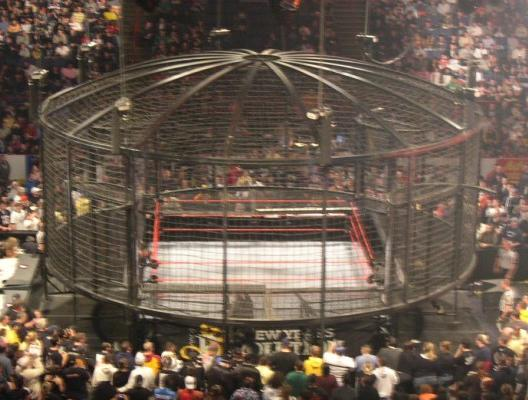
Elimination Chamber bij het evenement New Year's Revolution in januari 2006

Een Elimination Chamber match is een wedstrijdtype in het professioneel worstelen, sinds 2002 exclusief vertoond in de World Wrestling Entertainment. "Elimination Chamber" is qua uitzicht verwant met een Steel Cage match en een Hell in a Cell match, maar combineert qua concept zowel Royal Rumble als Survivor Series. De allereerste "Elimination Chamber" vond plaats op 17 november 2002, bij het evenement Survivor Series, met Shawn Michaels als inaugurele winnaar. Het wedstrijdtype werd bedacht door Triple H en Eric Bischoff, ex-eigenaar van de voormalige World Championship Wrestling.
Een reusachtige stalen structuur van kettingen en roosters wordt naast de ring geplaatst, een ring die visueel als het ware in de "Elimination Chamber" wordt gedeponeerd. De stalen kooi is rond en bevat vier "wachtkamers" (jargon: pods). Het gebruikte metaal is zwart en de kamers werden gemaakt van kogelbestendig glas. "Elimination Chamber" wordt uitgevoerd door 6 worstelaars, waarvan twee beginnen in de ring. Nadat een vooraf bepaalde tijd - meestal 4 à 5 minuten - is verstreken, opent een willekeurige kamer en wordt een worstelaar aan "Elimination Chamber" toegevoegd. Dit gaat zo door tot alle worstelaars actief deelnemen of hebben deelgenomen.
Het scenario van de wedstrijd is ten dele afhankelijk van wanneer een bepaalde worstelaar wordt geëlimineerd - dus eventueel vóór een andere worstelaar toetreedt - omdat worstelaars te allen tijde kunnen worden geëlimineerd via pinfall of submission, maar er kan geen diskwalificatie optreden. Het kan dus voorvallen dat sommige worstelaars elkaar niet ontmoeten in de wedstrijd. De winnaar is de worstelaar die als laatste overblijft. Tot dusver is er geen bepaalde procedure voor het geval dat een reeds geëlimineerde deelnemer terugkeert naar de ring en/of zich mengt in het verdere verloop van de "Elimination Chamber", wat reeds gebeurde. "Elimination Chamber" wordt sinds 2010 georganiseerd bij het gelijknamig evenement, maar daarvoor was het wedstrijdtype twee keer te zien bij de evenementen No Way Out (2008-2009) en New Year's Revolution (2005-2006) en eenmalig bij de evenementen Survivor Series (2002), SummerSlam (2003) en December to Dismember (2006). In 2004, 2007 en 2016 werd geen "Elimination Chamber" gehouden.

## Geschiedenis

### Elimination Chamber I
17 november 2002 - (World Heavyweight Championship) - Triple H (c) vs. Shawn Michaels vs. Chris Jericho vs. Rob Van Dam vs. Booker T vs. Kane - Survivor Series - New York
De allereerste "Elimination Chamber match" in de geschiedenis draaide om het WWE World Heavyweight Championship (de gouden titelriem uit de door WWE overgenomen organisatie World Championship Wrestling) en werd uitgevochten tussen de uittredende titelhouder Triple H (Hunter Hearst Helmsley), Rob Van Dam (RVD), Kane, Chris Jericho, Booker T en Shawn Michaels. Deze wedstrijd met een volledig nieuw concept was de belangrijkste wedstrijd van het evenement Survivor Series, een evenement door WWE traditioneel in de maand november georganiseerd (NB; jargon: main event). Titelhouder Triple H opende tegen Rob Van Dam, terwijl de overige vier deelnemers in de vier kamers werden opgesloten. Deze deelnemers kwamen er om de vijf minuten bij. Rob Van Dam had aanvankelijk grotendeels de controle over Triple H en had veel momentum. De volgende deelnemer was Chris Jericho. Jericho en Triple H sloegen de handen in elkaar tegen Rob Van Dam tot de volgende deelnemer binnenkwam. De vierde deelnemer, Booker T, mocht er vervolgens aan beginnen. Rob Van Dam leverde op befaamde wijze een Five Star Frog Splash op Triple H van de bovenkant van een wachtkamer, waarbij Van Dam de keel van de laatste non-fictief en ongewild blesseerde (zie onder). De Five Star Frog Splash van Van Dam zorgde voor een kentering in de wedstrijd. Daarna kreeg men de eliminaties te zien en de meeste van deze momenten berustten op improvisatie zoals achteraf toegegeven door de deelnemers.
Booker T zou van de situatie profiteren en een Missile Dropkick aan Rob Van Dam uitdelen. Het liedje van Van Dam was hierdoor uitgezongen (pinfall). Booker T werd niet veel later zelf uitgeschakeld, door Jericho via pinfall na een Lionsault (NB: jargon; "Moonsault" of achterwaartse salto). De vijfde deelnemer, Kane, domineerde aanvankelijk de tegenstand. De zesde en laatste deelnemer, Shawn Michaels, ervoer eveneens een korte controle over de wedstrijd. Michaels kreeg toen de Chokeslam van Kane, waardoor voor Michaels enig momentum even wegviel. Michaels vocht echter terug. De volgens de verhaalvertelling moeilijk te bekampen of te elimineren Kane werd als derde geëlimineerd, met name na het achtereenvolgens ontvangen van de Sweet Chin Music van Michaels, een Pedigree van Triple H en ten slotte een Lionsault van Jericho. Jericho werd uitgeschakeld door Michaels via pinfall nadat Michaels hem een Sweet Chin Music had uitgedeeld. De laatste minuten van de wedstrijd gingen tussen de aan de keel geblesseerde Triple H en zijn vriend doch op dat moment fictieve vijand Michaels (ze vormden samen het team D-Generation X, maar volgens de verhaallijn had Triple H een figuurlijk mes in Michaels' rug geplant). Michaels voerde de Sweet Chin Music uit op Triple H en won het World Heavyweight Championship. De show eindigde met Michaels die het World Heavyweight Championship in ontvangst nam, een moment dat gepaard ging met confetti die op Michaels neer dwarrelde. Het zou Shawn Michaels' enige wereldtitel blijken uit zijn tweede periode als WWE-worstelaar (2002–2010).
| Eliminatie # | Worstelaar     | Binnenkomst | Geëlimineerd door | Tijd  |
| ------------ | -------------- | ----------- | ----------------- | ----- |
| 1            | Rob van Dam    | 1e          | Booker T          | 13:37 |
| 2            | Booker T       | 4e          | Jericho           | 17:40 |
| 3            | Kane           | 5e          | Jericho           | 22:53 |
| 4            | Chris Jericho  | 3e          | Michaels          | 30:41 |
| 5            | Triple H       | 2e          | Michaels          | 39:18 |
| Winnaar      | Shawn Michaels | 6e          |                   |       |

- Triple H liep wezenlijk een middenrifbreuk op toen Rob Van Dam zijn kenmerkende Five Star Frog Splash verkeerd uitvoerde.

### Elimination Chamber II
24 augustus 2003 - (World Heavyweight Championship) - Triple H (c) vs. Shawn Michaels vs. Chris Jericho vs. Kevin Nash vs. Randy Orton vs. Goldberg - SummerSlam - Phoenix (Arizona)
Op 24 augustus 2003 kwam de tweede "Elimination Chamber match" te boek te staan als een waarin evenals de voorgaande editie, bij het evenement Survivor Series in 2002, voor het WWE World Heavyweight Championship werd gestreden. De wedstrijd vond plaats bij het evenement SummerSlam en was de belangrijkste wedstrijd van de avond (NB; jargon: main event); met opnieuw Triple H (Hunter Hearst Helmsley) als titelverdediger en Shawn Michaels en Chris Jericho als uitdagers. Triple H kon op dat ogenblik zowat "Mr. World Heavyweight Championship" worden genoemd omdat hij de gouden titelriem die kwam overgewaaid uit de voormalige organisatie World Championship Wrestling destijds al het langst had gedragen.
De andere uitdagers van 'The Game' Triple H waren de imposante voormalige WCW-worstelaars Bill Goldberg en Kevin Nash, en Randy Orton – destijds de jongste worstelaar van het deelnemersveld. De wedstrijd ging van start met Chris Jericho en Shawn Michaels in de ring, terwijl Bill Goldberg, Kevin Nash, Randy Orton en titelverdediger Triple H in de kamers werden opgesloten. Noch Michaels noch Jericho behaalde voordeel ten opzichte van de ander. De toen 23-jarige Randy Orton, een bondgenoot van Triple H bij de arrogante worstelgroep Evolution, en voormalig nWo-lid Kevin Nash waren respectievelijk de derde en vierde deelnemers. Kevin Nash was de eerste deelnemer die uit de wedstrijd werd geëlimineerd nadat Michaels een Sweet Chin Music op hem uitvoerde. Michaels' afwerkingsbeweging werd door Chris Jericho omgezet in het elimineren van Nash. Jericho schakelde Nash uit met de assistentie van Michaels. Triple H en Goldberg waren de vijfde en zesde deelnemer. Michaels voerde ietwat verrassend de Sweet Chin Music op Triple H zodra die laatste zijn kamer verliet. Door de klap van de Sweet Chin Music van Michaels werd Triple H terug in zijn kamer gedreven. De entree van Bill Goldberg zette de boel op stelten. Zodra Goldberg de wedstrijd binnenkwam, voerde hij de Spear uit voor een succesvolle pinfall op Helmsley's Evolution-kompaan Orton. Hierna voerde Goldberg een Jackhammer uit op zowel Michaels als Jericho, en voerde de Spear uit op Jericho door een wachtkamer heen. Goldberg elimineerde Michaels en Jericho daarna via pinfall.
Goldberg bleef alleen over met de uittredende kampioen Triple H, die op dat moment in de kamer was gebleven. Goldberg brak door het glas van diens wachtkamer en sleurde hem zijn kamer uit. Ric Flair, die tevens lid was van de groep Evolution, overhandigde zijn vriend Triple H zijn karakteristieke voorhamer. Goldberg probeerde nogmaals de Spear op Triple H, die de manoeuvre counterde door Goldberg met de voorhamer in het hoofd te slaan. Een geslaagde pinfall was het gevolg, waardoor Triple H op een sluwe manier het World Heavyweight Championship behield. Triple H, Orton en Flair vielen Goldberg na de wedstrijd aan. Triple H sneerde naar Goldberg: "Dichter bij mijn titel zal je niet meer komen!" terwijl hij het World Heavyweight Championship voor Goldbergs gezicht hield.
| Eliminatie # | Worstelaar     | Binnenkomst | Geëlimineerd door        | Tijd  |
| ------------ | -------------- | ----------- | ------------------------ | ----- |
| 1            | Kevin Nash     | 4e          | Jericho                  | 8:09  |
| 2            | Randy Orton    | 3e          | Goldberg                 | 13:01 |
| 3            | Shawn Michaels | 2e          | Goldberg                 | 15:21 |
| 4            | Chris Jericho  | 1e          | Goldberg                 | 16:05 |
| 5            | Goldberg       | 6e          | Triple H (met voorhamer) | 19:15 |
| Winnaar      | Triple H       | 5e          |                          |       |

### Elimination Chamber III
9 januari 2005 - (vacant World Heavyweight Championship) - Triple H vs. Randy Orton vs. Batista vs. Chris Jericho vs. Chris Benoit vs. Edge - Shawn Michaels deed dienst als gastscheidsrechter - New Year's Revolution - San Juan (Puerto Rico)
Op de tweede zondag van januari 2005 werd door WWE bij het evenement New Year's Revolution in San Juan (Puerto Rico) een "Elimination Chamber match" gehouden die ging tussen Triple H (Hunter Hearst Helmsley), Edge, Chris Benoit, Chris Jericho, en de (voormalige) Evolution-teamleden Dave Batista en Randy Orton – én met Shawn Michaels als gastscheidsrechter. De inzet was wederom het WWE World Heavyweight Championship, laatst gedragen door Triple H doch vrijgekomen omdat op 6 december 2004 een scheidsrechterlijke "blunder" werd begaan bij de wekelijkse liveshow Monday Night Raw. Die dag streden titelhouder Triple H, Chris Benoit en Edge om het kampioenschap. Ten tijde van de derde "Elimination Chamber match" was Batista nog steeds lid van Evolution, de groep van Triple H en Ric Flair, maar Randy Orton was dat niet meer. Echter heerste er wrevel tussen Triple H en Batista, die haast niet meer kon wachten om zijn eigen weg te gaan en zich los te rukken van Triple H en "mentor" Flair. Dat verhaalelement liet de spanning hoog oplopen tijdens deze "Elimination Chamber match". Batista leek tijdens de wedstrijd een aantal keer te hinten dat hij Triple H zou gaan verraden, maar dit gebeurde uiteindelijk niet. Het verraad vond uiteindelijk plaats eind februari 2005.
Chris Benoit en Chris Jericho begonnen aan de wedstrijd. Triple H kwam als derde binnen en daarna was het de beurt aan Edge. Benoit probeerde zijn befaamde submissionbeweging Crippler Crossface op Edge te gebruiken, maar Edge gaf er niet aan toe. Triple H voerde zijn afwerkingsbeweging de Pedigree onsuccesvol uit op Jericho, even voordat Orton binnenkwam als vijfde deelnemer. Edge, een vat frustratie na een 'two count', trakteerde scheidsrechter Michaels al dan niet onbedoeld op de Spear, de afwerkingsbeweging van Edge. Even later leidde dat alles tot een moment waarop Michaels de Sweet Chin Music uitvoerde op Edge en Jericho de Lionsault op Edge. Uiteindelijk werd Edge daardoor als eerste geëlimineerd. Batista stond zelfs nog in zijn wachtkamer. De Lionsault van Jericho schakelde Edge definitief uit. Benoit plaatste Jericho even later in de Crippler Crossface, maar Jericho hield stand.
Dave Batista nam als laatste deel aan de wedstrijd en Batista richtte een ravage aan. Het Evolution-lid en bondgenoot van Triple H betrad de ring toen Triple H gelijktijdig in de submissionbewegingen van Chris Jericho en Chris Benoit werd gehouden: de Walls of Jericho en de Crippler Crossface. Batista bevrijdde zijn mentor uit de grepen en voerde een Spinebuster uit op Jericho die bovenop op Benoit landde voor een pinfall, waardoor het verhaal van Benoit was uitgeschreven. Dave Batista voerde zijn kenmerkende Powerbomb (de "Batista Bomb") uit op Jericho en schakelde Jericho uit. Triple H ging een RKO van Orton tegen door hem bovenop Batista te gooien. Batista probeerde een Batista Bomb op Orton, maar Orton pareerde de beweging met een slag in de edele delen van Batista. Orton mocht dit doen omdat er geen diskwalificaties zijn bij een "Elimination Chamber match". Orton haalde profijt uit de situatie en voerde de RKO uit; einde verhaal voor Batista. Terwijl Ric Flair de scheidsrechter Shawn Michaels afleidde, voerde de uitgeschakelde Batista geniepig een Clothesline uit op Orton. Triple H werkte Orton tegen de grond met de Pedigree en veroverde het World Heavyweight Championship.
| Eliminatie # | Worstelaar    | Binnenkomst | Geëlimineerd door | Tijd  |
| ------------ | ------------- | ----------- | ----------------- | ----- |
| 1            | Edge          | 4e          | Jericho           | 19:20 |
| 2            | Chris Benoit  | 1e          | Batista           | 26:15 |
| 3            | Chris Jericho | 2e          | Batista           | 27:30 |
| 4            | Batista       | 6e          | Orton             | 32:30 |
| 5            | Randy Orton   | 5e          | Triple H          | 34:58 |
| Winnaar      | Triple H      | 3e          |                   |       |

### Elimination Chamber IV
- 8 januari 2006 - (WWE Championship) - John Cena (c) vs. Shawn Michaels vs. Kane vs. Chris Masters vs. Carlito vs. Kurt Angle - New Year's Revolution - Albany (New York)

De "Elimination Chamber match" bij het evenement New Year's Revolution, de eerste pay-per-view van het jaar 2006, was de belangrijkste wedstrijd van de avond (NB; jargon: main event). Titelhouder John Cena verdedigde het WWE Championship. Zijn uitdagers waren WWF/E-veteranen Shawn Michaels en Kane, Kurt Angle, Carlito en "The Masterpiece" Chris Masters. Michaels en Cena begonnen aan de wedstrijd en Carlito en Angle waren de derde en vierde deelnemers. Toen Angle binnenkwam, trakteerde hij de andere drie op een Suplex, katapulteerde hij Michaels tegen het raam van zijn eigen wachtkamer en gooide hem tevens in een kamer. Angle paste de Ankle Lock, zijn befaamde submissionbeweging, op Carlito toe totdat "The Masterpiece" Chris Masters zijn opwachting maakte en Carlito bevrijdde uit de greep van Angle. Angle paste de Ankle Lock daarna toe op Cena. Michaels redde, hoewel hij dat niet betrachtte, het hachje van Cena; hij voerde namelijk de Sweet Chin Music uit op Angle, waarna hij Angle als eerste elimineerde. Kane, destijds kaalgeschoren en zonder zijn beroemd masker, deed ten slotte mee aan de wedstrijd – vooraf werd bekend dat Kane als laatste zou toetreden; de deelnemers moesten zich vooraf kwalificeren voor het 'gunstige' zesde 'beginstekje' in een zogeheten 'Beat the Clock challenge' bij de wekelijkse WWE-shows; Kane won zijn challenge na 28 seconden en daarmee het snelst. Kane voerde Chokeslams uit op alle deelnemers.
Carlito en Masters vormden tijdens deze "Elimination Chamber match" nagenoeg de hele tijd een alliantie. Hun samenwerking leek daarom de voornaamste vorm van verhaalvertelling in de ring tijdens deze wedstrijd (NB: ze deden alsof ze een tag team vormden, jargon; double work). Ze werkten bijvoorbeeld samen tegen Cena en Kane. Die laatste werd door hen daadwerkelijk uitgeschakeld, nadat eerdere pogingen mislukten (o.a. een dubbele pinfall van Carlito en Masters bovenop Kane). Michaels voerde zowel zijn kenmerkende Diving Elbow Drop als de Sweet Chin Music uit op Cena, maar Carlito reageerde met een Rolling Cutter op Michaels en Michaels kon de titel vergeten. Masters voerde een DDT uit op Cena op de onzachte vloer naast de ring. Carlito en Masters vielen Cena aan. Carlito en Masters bleven elkaar helpen, allicht denkend dat ze zo meer kans maakten om als laatste over te blijven, en Carlito beval Masters om zijn submissionbeweging de Masterlock tegen kampioen Cena te gebruiken, wat Masters ook deed. Dit leidde uiteindelijk tot de ontknoping van de wedstrijd. Carlito keek aanvankelijk toe hoe Masters Cena onderwierp aan de Masterlock, maar Carlito verried Masters. Carlito rolde Masters op (NB; jargon: rolling pinfall) en schakelde hem uit. Cena rolde Carlito hierna meteen op en wist de titel (nog heel even; zie onder) te behouden.
| Eliminatie # | Worstelaar     | Binnenkomst | Geëlimineerd door | Tijd  |
| ------------ | -------------- | ----------- | ----------------- | ----- |
| 1            | Kurt Angle     | 4e          | Michaels          | 13:58 |
| 2            | Kane           | 6e          | Carlito           | 19:24 |
| 3            | Shawn Michaels | 1e          | Carlito           | 23:35 |
| 4            | Chris Masters  | 5e          | Carlito           | 32:30 |
| 5            | Carlito        | 3e          | Cena              | 34:58 |
| Winnaar      | John Cena      | 2e          |                   |       |

- Edge gebruikte na afloop zijn Money in the Bank-koffer tegen Cena, een koffer die hij had gewonnen in een ladder match bij het evenement WrestleMania 21. Edge werd de nieuwe WWE Champion.

### Elimination Chamber V
3 december 2006 - (ECW World Championship) - Big Show (c) vs. Bobby Lashley vs. Hardcore Holly vs. CM Punk vs. Test vs. Rob Van Dam - December to Dismember - Augusta (Georgia)
De voornaamste wedstrijd van het evenement December to Dismember (2006) was de zogeheten "Extreme Elimination Chamber match" waarbij de worstelshow ECW centraal stond, met als prijs het ECW Championship. Nadat een scène eerder bij het evenement had aangetoond dat een kayfabe geblesseerde Sabu niet kon deelnemen aan de wedstrijd, werd besloten dat Hardcore Holly zijn plek zou innemen. Voordat de wedstrijd begon kondigde Paul Heyman, die in het verleden eigenaar was van de voormalige professioneel worstelorganisatie Extreme Championship Wrestling, de regels van de wedstrijd aan en legde uit dat elke deelnemer een wapen (NB: betreft geen pistolen of dergelijke) bij zich mocht hebben in elk van hun wachtkamers.
Rob Van Dam (met klapstoel) en Holly (zonder wapen) begonnen aan de wedstrijd en een van de andere vier deelnemers werd daarna elke vijf minuten uit de wachtkamers losgelaten. Tijdens de wedstrijd werd veelvuldig gebruik gemaakt van de wachtkamers voor verhoogd drama. De eerste deelnemer die uit zijn wachtkamer werd vrijgelaten, was CM Punk, die de wedstrijd binnenkwam met een stalen klapstoel in de hand. Test volgde daarna, op zijn beurt met een koevoet. Punk was evenwel de eerste deelnemer die werd uitgeschakeld, nadat Van Dam een Five Star Frog Splash uitvoerde vanaf de bovenste spanschroef (NB: jargon; turnbuckle) voor een pinfall. Even later viel Test aan en velde Holly met de Big Boot, waardoor Holly werd uitgeschakeld. Van Dam werd als derde uitgeschakeld door Test via pinfall, dit nadat Test een Diving Elbow Drop van bovenop een wachtkamer had uitgevoerd. Toen het de beurt was aan Bobby Lashley, ging zijn wachtkamer kayfabe niet open. Lashley kon er niet uit omdat Heyman's Security Force de deur op slot had gedaan. Lashley gebruikte toen de tafel (NB: zijn wapen) die bij hem was om door de wachtkamer te breken, zodat hij kon ontsnappen. Lashley voerde de Spear uit op Test, hem eliminerend.
Big Show was de laatste deelnemer en droeg een honkbalknuppel in prikkeldraad gewikkeld. Het slotakkoord van de wedstrijd ging als dusdanig naar Big Show en Lashley. Die laatste was in staat een zwaai van de prikkeldraadknuppel door Big Show af te wenden door hem met een klapstoel te slaan. Lashley gooide Big Show vervolgens in de wachtkamer, waardoor Big Show bloedde. Lashley slaagde erin een Chokeslam van Big Show om te buigen in een DDT. Lashley counterde ten slotte nog een poging tot Powerslam van Big Show in een Spear. Lashley won op die manier de wedstrijd en was de nieuwe ECW Champion.
| Eliminatie # | Worstelaar     | Binnenkomst | Geëlimineerd door | Wapen                                         | Tijd   |
| ------------ | -------------- | ----------- | ----------------- | --------------------------------------------- | ------ |
| 1            | CM Punk        | 3           | Rob Van Dam       | klapstoel                                     | 12:35  |
| 2            | Hardcore Holly | 1           | Test              | n.v.t.                                        | 12:45  |
| 3            | Rob Van Dam    | 2           | Test              | klapstoel                                     | 14:15  |
| 4            | Test           | 4           | Lashley           | koevoet                                       | 19:42  |
| 5            | Big Show       | 6           | Lashley           | een in prikkeldraad gewikkelde honkbalknuppel | 24:42  |
| Winnaar      | Bobby Lashley  | 5           | n.v.t.            | tafel                                         | n.v.t. |

- Deze editie wordt ook wel "The Extreme Elimination Chamber" genoemd omdat er in elke kamer een wapen terug te vinden was.

### Elimination Chamber VI
17 februari 2008 - voor een kans op het World Heavyweight Championship bij het evenement WrestleMania XXIV - The Great Khali vs. Montel Vontavious Porter vs. Finlay vs. The Undertaker vs. Batista vs. Big Daddy V - No Way Out - Las Vegas (Nevada)
De zesde "Elimination Chamber match" was een "Elimination Chamber match" exclusief met professioneel worstelaars van het WWE-vrijdagavondprogramma WWE SmackDown en het WWE-woensdagavondprogramma WWE ECW en werd gehouden bij het evenement No Way Out op 17 februari 2008. Dit was de eerste weergave van een "Elimination Chamber match" waarin een titel niet rechtstreeks werd verdedigd, maar waarin louter een titelkans op het spel stond. No Way Out was traditioneel het tweede WWE-pay-per-viewevenement van het jaar. De "Elimination Chamber match" van SmackDown! en ECW was dat jaar de derde wedstrijd van het evenement. De zes deelnemers mikten bij deze editie voor het eerst op een opportuniteit op het WWE World Heavyweight Championship, op dat ogenblik samen met het ECW Championship het enige kampioenschap waar in het verleden al voor werd gevochten in een "Elimination Chamber match". De winnaar verwierf het recht om World Heavyweight Champion Edge uit te dagen voor de titelriem bij het evenement WrestleMania XXIV (april 2008) in de Citrus Bowl in Orlando, Florida. Toen was nog niet geweten of dat daadwerkelijk Edge zou zijn. Kampioen Edge versloeg Rey Mysterio na iets meer dan vijf minuten bij het evenement. De wedstrijd tussen Edge en Mysterio was de vijfde van de avond en vond dus plaats na de "Elimination Chamber match".
De deelnemers waar vooraf naar werd uitgekeken waren The Undertaker, Dave Batista en The Great Khali van het programma SmackDown!. Maar ook de ECW-worstelaars Montel Vontavious Porter, Viscera ("Big Daddy V") en Dave Finlay namen deel aan de wedstrijd en koesterden de hoop later voor het kampioenschap te mogen vechten. Bij deze wedstrijd werd nog intensiever gebruik gemaakt van de omgeving in en rond de "Chamber" dan bij de voorgaande edities. Batista en The Undertaker werden geselecteerd om aan de wedstrijd te beginnen. The Undertaker kreeg de controle over de wedstrijd vroeg nadat hij Batista over het bovenste touw op de stalen vloer had geworpen. Beide maakten kennis met het canvas nadat ze elkaar een Big Boot uitdeelden, waardoor hun hoge momentum tegelijk voorbij was. De derde deelnemer, Big Daddy V, kwam toen binnen en domineerde zowel The Undertaker als Batista enige tijd, totdat Batista een Spinebuster uitvoerde op Big Daddy V(iscera). Niet veel later voerde The Undertaker een DDT uit op Viscera op de stalen vloer en Batista legde Viscera daarop vast voor een pinfall en schakelden hem dus uit. De vierde deelnemer was The Great Khali, die eveneens de tegenstand domineerde toen hij binnenkwam. The Great Khali werd als tweede uitgeschakeld, meer bepaald toen de imposante Indiër zich plots onderwierp aan de Gogoplata-submissionbeweging van The Undertaker (de "Hell's Gate"). De vijfde deelnemer was Finlay, die momentum genoot door Batista rond de stalen kettingen van een wachtkamer te wikkelen, en door later de Celtic Cross uit te voeren op Undertaker. Dat resulteerde slechts in een 'near fall'. Finlay sloeg Undertaker in het hoofd en brak zijn wachtkamer af.
De zesde deelnemer was Montel Vontavious Porter, maar hij werd algauw aangevallen door The Undertaker toen zijn wachtkamer werd geopend. MVP gebruikte een stalen ketting als wapen en sloeg The Undertaker, waardoor die laatste hevig begon te bloeden. MVP beklom vervolgens een wachtkamer en Undertaker volgde hem. The Undertaker voerde bovenop de wachtkamer een Chokeslam uit op MVP, wat MVP de wedstrijd kostte doordat Finlay MVP hierna elimineerde via pinfall. Hornswoggle, een professioneel worstelpersoonlijkheid die aan dwerggroei lijdt, trad verrassend op en reikte Finlay een wandelstok aan van onder de ring. Finlay gebruikte deze zowel op Batista als The Undertaker, voor verhoogd drama een open hoofdwonde bij Batista veroorzakend. Nadat Finlay Batista sloeg met de wandelstok probeerde Finlay Batista uit te schakelen via pinfall, wat mislukte en wat Finlay frustreerde. Finlay ging op The Undertaker af, maar liep tegen een fatale counter aan. Finlay werd namelijk geëlimineerd door The Undertaker, na een Chokeslam van die laatste op de stalen vloer.
Batista en Undertaker bleven uiteindelijk alleen over. Batista had veel momentum na het uitvoeren van een Batista Bomb, maar Undertaker weigerde te plooien. Batista was gefrustreerd en reageerde door Undertaker tegen de ijzerdraad van de "Chamber" aan te gooien. The Undertaker counterde een Powerslam van Batista. Beide begaven zich moeizaam terug naar de ring, waarna The Undertaker de Tombstone Piledriver uitvoerde op Batista en de wedstrijd won. "Taker" verwierf dusdanig een kans op het World Heavyweight Championship.
| Eliminatie # | Worstelaar               | Binnenkomst | Geëlimineerd door | Tijd   |
| ------------ | ------------------------ | ----------- | ----------------- | ------ |
| 1            | Big Daddy                | 3           | Batista           | 09:07  |
| 2            | The Great Khali          | 4           | The Undertaker    | 12:38  |
| 3            | Montel Vontavious Porter | 6           | Finlay            | 22:31  |
| 4            | Finlay                   | 5           | The Undertaker    | 24:11  |
| 5            | Batista                  | 2           | The Undertaker    | 29:28  |
| Winnaar      | The Undertaker           | 1           | n.v.t.            | n.v.t. |

### Elimination Chamber VII
- 17 februari 2008 - voor een kans op het WWE Championship bij het evenement WrestleMania XXIV - Triple H vs. Shawn Michaels vs. Jeff Hardy vs. Chris Jericho vs. John "Bradshaw" Layfield vs. Umaga - No Way Out - Las Vegas (Nevada)

De zevende "Elimination Chamber match" vond plaats op 17 februari 2008 en was de belangrijkste wedstrijd van het evenement No Way Out in Las Vegas, Nevada (NB: jargon; main event). De winnaar van de wedstrijd verwierf een kans op het WWE Championship bij het evenement WrestleMania XXIV in de Citrus Bowl in Orlando, Florida. Deze "Elimination Chamber match" was de tweede van de avond, exclusief met professioneel worstelaars van het WWE-maandagavondprogramma WWE Raw. Triple H ("Hunter Hearst Helmsley"), Shawn Michaels, Jeff Hardy, Chris Jericho, John "Bradshaw" Layfield ("JBL") en Umaga waren de zes kanshebbers. De eerste twee deelnemers waren de qua stijl overeenkomstige en energieke Michaels en Jericho, die een lange geschiedenis met elkaar hadden en die deze in 2008 zouden vervolgen. Ze bestookten elkaar totdat de Samoaanse sumoworstelaar Umaga binnenkwam en de boel onveilig maakte. Enkele van de hoogtepunten uit die bewuste periode waren Umaga die tegelijk een Samoan Drop uitvoerde met Jericho en Michaels op de schouders, alsook Umaga die zijn Samoan Wrecking Ball op Jericho uitvoerde door een wachtkamer heen. De derde deelnemer die meedeed aan de wedstrijd was JBL, die zijn concurrenten een tijdje onder controle had totdat hij werd uitgeschakeld door Jericho met de Codebreaker. Na zijn eliminatie bracht JBL twee stalen klapstoelen de ring in en viel Jericho, Michaels en Umaga er nog even mee aan voordat hij vertrok.
Triple H was de vijfde deelnemer. Triple H, Jericho en Michaels voerden hun afwerkingsbewegingen uit op Umaga; Jericho de Codebreaker, Michaels de Sweet Chin Music en Triple H de Pedigree uitvoerde en ten slotte de zesde en laatste deelnemer Jeff Hardy de Swanton Bomb van bovenop een wachtkamer. Jericho kreeg vervolgens "de eer" om zwaargewicht Umaga uit te schakelen. Hardy schakelde Jericho vervolgens uit kort na alweer een Sweet Chin Music van Michaels. Later schakelde Triple H Michaels uit na het uitvoeren van de Pedigree als reactie op de Twist of Fate van Hardy op Michaels. Dus bleven Triple H en Hardy alleen over. Triple H en Hardy streden ongeveer vijf minuten totdat Triple H zijn kenmerkende Pedigree op Hardy uitvoerde, wat niet volstond voor een pinfall. Triple H wilde toen een klapstoel gebruiken, maar Hardy counterde met de Twist of Fate. Triple H "counterde de counter" van Hardy door de klapstoel alsnog bij het spel te betrekken. Uiteindelijk werd Hardy het slachtoffer van een tweede Pedigree van Triple H. Dit keer landde Hardy met zijn gezicht op de stoel, waardoor hij groggy was. Triple H won via pinfall, waarmee hij een kans op het WWE Championship verdiende. Randy Orton was destijds de houder van het WWE Championship. Behalve Triple H zou ook John Cena Orton uitdagen voor het kampioenschap. Cena was in januari 2008 de winnaar van de Royal Rumble, wat hem het recht gaf om ook voor het kampioenschap te dingen.
| Eliminatie # | Worstelaar               | Binnenkomst | Geëlimineerd | Tijd  |
| ------------ | ------------------------ | ----------- | ------------ | ----- |
| 1            | John "Bradshaw" Layfield | 4e          | Jericho      | 13:44 |
| 2            | Umaga                    | 3e          | Jericho      | 19:45 |
| 3            | Chris Jericho            | 1e          | Hardy        | 19:57 |
| 4            | Shawn Michaels           | 2e          | Triple H     | 20:25 |
| 5            | Jeff Hardy               | 6e          | Triple H     | 23:54 |
| Winnaar      | Triple H                 | 5e          |              |       |

### Elimination Chamber VIII
- 17 februari 2009 - (WWE Championship) - Edge (c) vs. Big Show vs. Jeff Hardy vs. Vladimir Kozlov vs. The Undertaker vs. Triple H - No Way Out - Seattle (Washington)

Dag op dag een jaar na de vorige editie van het evenement No Way Out vond de achtste "Elimination Chamber match" plaats bij het evenement No Way Out in Seattle, Washington op 17 februari 2009. Het WWE Championship werd verdedigd, de allereerste keer dat dit gebeurde in een "Elimination Chamber match", met name door Edge. De "Elimination Chamber match" was de eerste wedstrijd van het evenement. Triple H, The Undertaker, Big Show, Jeff Hardy en de ongeslagen Vladimir Kozlov werden vooruitgeschoven als de uitdagers van titelverdediger Edge.
Edge en Hardy waren de eerste twee deelnemers. Bijna drie minuten in de wedstrijd probeerde Edge een Spear op Hardy, die counterde en toen Edge vervroegd wandelen stuurde met een Inside Cradle Small Package (NB: jargon; een pinfall-methode). Met de uitschakeling van Edge zou een nieuwe WWE Champion worden aangeduid. Kozlov was de derde deelnemer, Big Show kwam binnen als nummer vier, Triple H als vijfde en The Undertaker sloot de rij. The Undertaker voerde een Last Ride uit op Kozlov om hem te elimineren en werd de eerste professioneel worstelaar in de WWE die Kozlov op enigerlei wijze uitschakelde of deed verliezen. The Undertaker voerde een Superplex uit op superzwaargewicht Big Show vanaf de bovenste spanschroef. Triple H voerde nadien de Pedigree uit en Hardy liet de Swanton Bomb zien van bovenop een wachtkamer. Beide malen was Big Show het slachtoffer, in een poging van de anderen om zich van hem te ontdoen. Triple H was uiteindelijk degene die Big Show uitschakelde via pinfall.
The Undertaker voerde een Tombstone Piledriver uit op Hardy en elimineerde hem en leek hetzelfde te zullen gaan doen bij Triple H, die echter zijn voet op het onderste touw plaatste om de pinfall op twee tellen ongeldig te laten verklaren (NB: jargon; near fall, zie voor meer informatie de rubriek Professioneel worstelen#Regels). Indien een voet op het onderste touw wordt geplaatst bij een poging tot pinfall of een onderneming daartoe, is die pinfall ongeldig. Triple H vloerde The Undertaker met de Pedigree, maar The Undertaker gaf zich niet gewonnen. Triple H voerde een tweede Pedigree uit op The Undertaker en won het WWE Championship voor de achtste keer. Dit was op dat moment een record en zijn dertiende World Championship algemeen als men zijn vijf World Heavyweight Championship-overwinningen meetelt.
| Eliminatie # | Worstelaar      | Binnenkomst | Geëlimineerd door | Tijd   |
| ------------ | --------------- | ----------- | ----------------- | ------ |
| 1            | Edge            | 1           | Hardy             | 02:59  |
| 2            | Vladimir Kozlov | 3           | The Undertaker    | 22:57  |
| 3            | Big Show        | 4           | Triple H          | 26:09  |
| 4            | Jeff Hardy      | 2           | The Undertaker    | 28:28  |
| 5            | The Undertaker  | 6           | Triple H          | 35:55  |
| Winnaar      | Triple H        | 5           | n.v.t.            | n.v.t. |

### Elimination Chamber IX
17 februari 2009 - (World Heavyweight Championship) - John Cena (c) vs. Edge vs. Chris Jericho vs. Kane vs. Mike Knox vs. Rey Mysterio - No Way Out - Seattle (Washington)
Op 17 februari 2009 vond de negende "Elimination Chamber match" plaats bij het evenement No Way Out in Seattle, Washington. Dit was de tweede "Elimination Chamber match" van de avond. Waar de eerste "Elimination Chamber match" de avond opende, fungeerde deze als de afsluiter (NB: jargon; main event). Het belang van deze "Elimination Chamber match" was het WWE World Heavyweight Championship, dat werd verdedigd door titelhouder John Cena. De vijf uitdagers van kampioen Cena waren – vooraf – Kofi Kingston, Kane, Chris Jericho, Mike Knox en Rey Mysterio.
Echter, voor de wedstrijd begon, viel Edge tot eenieders verbazing Kofi Kingston aan tijdens diens opkomst naar de ring (en de "Chamber"). Edge, voor aanvang van het evenement de houder van het WWE Championship, was toentertijd een vat vol frustratie na zijn vervroegde eliminatie uit de "Elimination Chamber match" voor het WWE Championship eerder op de avond (waar Jeff Hardy verantwoordelijk voor was). Triple H won deze wedstrijd en verbrak zo het record van WWE Championship-overwinningen. Triple H stelde dat record scherper met acht overwinningen. Edge' dramatische uitspatting resulteerde in "forfait" door Kofi, die door Edge onder meer met een reeks klapstoelen werd aangevallen. Edge sloot daaropvolgend zichzelf op in een wachtkamer, waardoor hij officieel deelnam aan de wedstrijd.
Edge bleef tot het einde in de wedstrijd, nadat hij als vijfde aan de wedstrijd begon. De laatste minuten van de wedstrijd werden uitgevochten door Edge en Rey Mysterio. Onderweg werd Kane geëlimineerd door Mysterio na een Diving Seated Senton vanop een wachtkamer. De eliminatie van Kane was de eerste van de wedstrijd. Jericho schakelde Mike Knox uit met de Codebreaker en pinfall. Mysterio nam Jericho onder handen en schakelde hem uit, iets wat gebeurde na de eliminatie van Cena die verrassend was te noemen. Titelhouder John Cena liet zich echter niet zomaar uittellen. Jericho, die nog niet was uitgeschakeld, voerde eerst een Codebreaker uit. Mysterio volgde met de bekende 619 en Edge voerde ten slotte de Spear op. Cena had hier geen verhaal tegen en werd geëlimineerd na al deze bewegingen te hebben "ondergaan". Edge had nog een Spear in petto voor Mysterio, waardoor Edge de wedstrijd won en zijn avond goedmaakte door het World Heavyweight Championship te veroveren.
| Eliminatie # | Worstelaar    | Binnenkomst | Geëlimineerd door | Tijd   |
| ------------ | ------------- | ----------- | ----------------- | ------ |
| 1            | Kane          | 3           | Mysterio          | 09:37  |
| 2            | Mike Knox     | 4           | Jericho           | 14:42  |
| 3            | John Cena     | 6           | Edge              | 22:22  |
| 4            | Chris Jericho | 2           | Mysterio          | 23:54  |
| 5            | Rey Mysterio  | 1           | Edge              | 29:46  |
| Winnaar      | Edge          | 5           | n.v.t.            | n.v.t. |

### Elimination Chamber X
21 februari 2010 - (WWE Championship) - Sheamus (c) vs. John Cena vs. Triple H vs. Randy Orton vs. Ted DiBiase vs. Kofi Kingston - inaugurele Elimination Chamber - St. Louis (Missouri)
De tiende "Elimination Chamber match" in de geschiedenis werd georganiseerd op 21 februari 2010, bij de inaugurele editie van het evenement WWE Elimination Chamber. Die avond stonden twee "Elimination Chamber"-wedstrijden op het programma en de eerste was de opener van het evenement. Het WWE Championship werd verdedigd door Sheamus, de eerste Ierse worstelaar die het WWE Championship had gewonnen. Triple H (alias Hunter Hearst Helmsley), Randy Orton, Ted DiBiase Jr., Kofi Kingston en John Cena waren de uitdagers van Sheamus. De zes deelnemers hadden samen 48 titels op hun palmares in WWE, waarvan 27 wereldtitels. Kingston en DiBiase waren op dat ogenblik de enigen die geen wereldtitel hadden gewonnen tijdens hun carrière.
Kofi Kingston en Sheamus begonnen aan de wedstrijd. Kingston nam de bovenhand tegen Sheamus, gevolgd door een Dropkick voor een near fall. Sheamus voerde een Running Back Elbow uit op Kingston, gevolgd door een Shoulder Block. Kingston vocht dan terug met een Jumping Kick, gevolgd door een Springboard Crossbody. Sheamus bleef in de wedstrijd. Sheamus vertraagde Kingstons momentum. Sheamus duwde Kingston agressief tegen zijn wachtkamer. Sheamus voerde de Backbreaker uit op Kingston voor een near fall. Vanaf daar tikte de klok af. Triple H begon als derde aan de wedstrijd, maar staarde aanvankelijk seconden lang Sheamus aan. Triple H en Sheamus zouden in april 2010 tegen elkaar worstelen bij het evenement WrestleMania XXVI, een verhaallijn die door de WWE in de Chamber werd opgebouwd. Triple H leverde een "Harley Race Running High Knee" aan Sheamus en gooide Sheamus over het bovenste touw op de vloer van de Chamber. Een Clothesline van Triple H stuurde Sheamus weer de ring in. Helmsley weerstond een poging tot Celtic Cross van Sheamus, een van diens populaire bewegingen. Triple H counterde de Celtic Cross met een DDT, maar behaalde slechts een near fall. Kingston haalde Sheamus vervolgens neer vanop de bovenste spanschroef met een Crossbody. Kingston viel daarop zowel Sheamus als Triple H aan, gevolgd door Dropkicks voor beide. Kingston sloeg Sheamus een aantal keer, gevolgd door een Clothesline. Kingston leverde een Boom Drop (jargon; "Double Leg Drop") op Triple H, die op de stalen vloer van de Chamber lag. Sheamus kocht zichzelf tijd en werkte Kingston daarop tegen de grond met een Clothesline. De klok tikte weer af.
Randy Orton kwam als vierde binnen en kreeg het publiek op zijn hand. Orton ging meteen op Sheamus af en deelde hierna een Clothesline uit aan Triple H. Orton trapte op de gevloerde Triple H, Kingston en Sheamus om ze binnen de ring te houden. Orton zond Sheamus de ring uit, Sheamus belandde op de vloer. Sheamus vloog tot driemaal toe met zijn gezicht tegen de Chamber, met dank aan Orton. Orton deed hetzelfde bij Triple H. Een hoogtepunt kwam enige tijd later toen Kingston een Crossbody uitvoerde op zijn drie tegenstanders. Kingston voert een luchtaanval (jargon; "Springboard") uit op Orton, die echter counterde met de Dropkick voor een near fall. Orton vestigde zijn aandacht op Helmsley, maar Helmsley counterde met zijn kenmerkende Facebreaker Knee Smash (jargon; "Facebuster"), maar Orton bracht de Powerslam en behield het momentum. Helmsley vermeed een RKO, Ortons afwerkingsbeweging. Orton hield de bovenhand met de Back Body Drop, waardoor Triple H op de stalen vloer belandde. Orton gooide Kingston op het staal. Sheamus veerde op en sloeg Orton tegen een stalen ringpaal terwijl de klok weer aftelde. Ted DiBiase Jr, die met Orton lid was van de worstelgroep The Legacy (met Cody Rhodes) kwam als voorlaatste binnen. Bij het evenement WrestleMania XXVI programmeerde de WWE een "Triple Threat match" tussen Orton, Rhodes en DiBiase (jargon; driegevecht). De reden voor het opzetten van dat duel was deze tiende "Elimination Chamber match". DiBiase, de zoon van de "Million Dollar Man" Ted DiBiase, voerde onmiddellijk zijn kenmerkende Stun Gun uit op Kingston tegen de touwen. DiBiase leverde een Clothesline aan Triple H en Orton en DiBiase verbroederden als "The Legacy" tegen Helmsley. Met verenigde krachten takelden ze Triple H ernstig toe. Orton dreef Sheamus met zijn gezicht in de stalen ringpaal. Orton en DiBiase staken Kingstons hoofd op een onuitgegeven wijze door de kettingen van de Chamber heen, wat de aanwezige fans positief onthaalden. DiBiase hield Kingston daarbij ook in een Boston Crab submissionhouding. "The Legacy" bleef daarna samenwerken. Ze keerden terug naar Triple H en sloegen hem. Ze gooiden Helmsley twee keer op rij tegen de Chamber aan. Orton voerde zijn kenmerkende Rope Hung DDT uit op Helmsley. Maar dan vanaf de touwen op de vloer van de Chamber, in plaats van de zijde aan de ring. De klok telde af terwijl Orton en DiBiase, alias "The Legacy", de laatste deelnemer, John Cena, geduldig stonden op te wachten bij zijn wachtkamer.
John Cena begon als zesde en laatste aan de wedstrijd en voor het eerst in de geschiedenis van de "Elimination Chamber match" was er nog geen enkele worstelaar geëlimineerd voordat de laatste deelnemer zijn intrede maakte. Cena stormde naar de ring en werkte Orton tegen het canvas met twee Shoulder Blocks, gevolgd door zijn kenmerkende Five Knuckle Shuffle. Cena vloerde DiBiase met de Neckbreaker, gevolgd door een Leg Drop op de nek van DiBiase. Cena gaf DiBiase een Attitude Adjustment van binnen de ring op de vloer, maar Orton kwam DiBiase helpen. Cena sloeg Orton tegen de Chamber aan. Terug in de ring plaatste Cena DiBiase in zijn kenmerkende STF submissionbeweging, maar Orton redde DiBiase's vel opnieuw. Orton trakteerde Cena op zijn gemodificeerde Backbreaker. Cody Rhodes verscheen toen en rende met een stalen pijp naar de ring. Orton weigerde de pijp aan te nemen. Daarom gooide Rhodes de pijp in de Chamber en DiBiase greep ze. DiBiase raakte Orton al dan niet per ongeluk met de pijp, omdat DiBiase op Cena leek te doelen. Cena, met verstomming geslagen door wat DiBiase net deed (met name vermoedelijk Orton, de leider van hun "The Legacy", verraden), wilde zijn Attitude Adjustment uitvoeren op Orton. DiBiase sloeg dan echter uit het niets Cena met de pijp. DiBiase stond als enige nog overeind en wist niet meer wat hij moest doen. DiBiase maakte de keuze om Orton te elimineren via pinfall. Orton was de eerste worstelaar die uit de wedstrijd werd geëlimineerd.
Triple H was nog steeds "herstellende" van de Rope Hung DDT die Orton op hem had uitgevoerd op de stalen vloer van de Chamber. Triple H lag nog altijd buiten de ring, maar ook Sheamus en Kingston maakten nog kans op de overwinning. Voordat Orton de Chamber verliet, staarde Orton DiBiase een eeuwigheid aan. Kofi Kingston was toen voldoende hersteld en kwam terug in de wedstrijd met de Headscissors op Sheamus. Kingston voerde zijn afwerkingsbeweging Trouble in Paradise uit op DiBiase en DiBiase moest na een pinfall het veld als tweede verlaten. Kingston en Sheamus, de eerste deelnemers, hadden daarna weer een scène met elkaar. Toen Kingston zich omdraaide, trapte Sheamus Kingston op spectaculaire wijze tegen de grond met zijn kenmerkende Brogue Kick, hoewel de Brogue Kick pas later Sheamus' afwerkingsbeweging zou worden. Sheamus elimineerde Kingston uiteindelijk via pinfall na het uitvoeren van zijn High Cross. Vierentwintig minuten lang werd niemand geëlimineerd, maar na Cena's entree kreeg men plots drie eliminaties te zien in drie minuten tijd. Sheamus ging tekeer tegen Cena met een High Knee Strike, een Backbreaker en een Powerslam. Dat leverde Sheamus echter slechts een near fall op. Triple H herwon volgens het script langzaam "het bewustzijn". Sheamus ging voor de High Cross op Cena, maar toen was Helmsley helemaal terug en legde Sheamus het zwijgen op met een arglistige slag in de edele delen. Helmsley voerde zijn afwerkingsbeweging Pedigree (jargon; "Double Underhook Facebuster") uit op Sheamus en elimineerde hem via pinfall. Cena sprong op de rug van Triple H en plaatste hem in de STF submissionhouding. Triple H "verkocht" het moment aan de fans alsof hij op het punt stond flauw te vallen en tikte uit om de wedstrijd te verliezen (jargon; tap out of opgave na overgave aan submission). Cena won het WWE Championship. Echter, nadat Cena als winnaar werd aangeduid, kwam WWE-voorzitter en eigenaar Vince McMahon naar de ring en verplichtte Cena om zijn titel te verdedigen tegen Dave Batista. Cena faalde en Batista werd prompt de nieuwe WWE Champion, na amper 32 seconden.
| Eliminatie # | Worstelaar    | Binnenkomst | Geëlimineerd door | Tijd   |
| ------------ | ------------- | ----------- | ----------------- | ------ |
| 1            | Randy Orton   | 4           | DiBiase           | 24:02  |
| 2            | Ted DiBiase   | 5           | Kingston          | 25:39  |
| 3            | Kofi Kingston | 1           | Sheamus           | 26:13  |
| 4            | Sheamus       | 2           | Triple H          | 28:38  |
| 5            | Triple H      | 3           | Cena              | 30:22  |
| Winner       | John Cena     | 6           | n.v.t.            | n.v.t. |

### Elimination Chamber XI
21 februari 2010 - (World Heavyweight Championship) - The Undertaker (c) vs. R-Truth vs. John Morrison vs. Rey Mysterio vs. Chris Jericho vs. CM Punk - inaugurele Elimination Chamber - St. Louis (Missouri)
| Eliminatie # | Worstelaar     | Binnenkomst | Geëlimineerd door                      | Tijd   |
| ------------ | -------------- | ----------- | -------------------------------------- | ------ |
| 1            | R-Truth        | 2           | CM Punk                                | 03:34  |
| 2            | CM Punk        | 1           | Mysterio                               | 09:58  |
| 3            | Rey Mysterio   | 3           | Morrison                               | 20:00  |
| 4            | John Morrison  | 5           | The Undertaker                         | 28:24  |
| 5            | The Undertaker | 6           | Jericho (met dank aan Shawn Michaels)* | 35:36  |
| Winnaar      | Chris Jericho  | 4           | n.v.t.                                 | n.v.t. |

- The Undertaker liep een brandwond op tijdens zijn intrede toen hij vol werd geraakt door een vuurvlam en zijn jas even in brand stond. Tijdens het poseren van CM Punk op de bovenste spanschroef, tegenover Rey Mysterio's kamer, ziet men The Undertaker zich even bukken om de schade op te meten.

*The Undertaker geëlimineerd met dank aan Shawn Michaels (waardoor de titel naar Chris Jericho ging), omdat deze hem wou dwingen tot een herkansing bij WrestleMania XXVI op 28 maart 2010. The Undertaker accepteerde Michaels' uitdaging na diens acties bij het inaugurele evenement Elimination Chamber op voorwaarde dat het een "No Disqualification, No Count Out"-wedstrijd betrof. De verliezer moest zich tevens uit de worstelwereld terugtrekken (lees: "met pensioen"). Michaels verloor en werd met pensioen gestuurd.

### Elimination Chamber XII
20 februari 2011 - (World Heavyweight Championship) - Edge (c) vs. Drew McIntyre vs. Rey Mysterio vs. Kane vs. Wade Barrett vs. Big Show - Elimination Chamber - Oakland (Californië)
| Eliminatie # | Worstelaar    | Binnenkomst | Geëlimineerd door | Tijd   |
| ------------ | ------------- | ----------- | ----------------- | ------ |
| 1            | Wade Barrett  | 3           | Big Show          | 18:48  |
| 2            | Big Show      | 6           | Kane              | 20:54  |
| 3            | Drew McIntyre | 5           | Kane              | 21:09  |
| 4            | Kane          | 4           | Edge              | 22:50  |
| 5            | Rey Mysterio  | 2           | Edge              | 31:30  |
| Winnaar      | Edge          | 1           | n.v.t.            | n.v.t. |

- Dolph Ziggler was oorspronkelijk een deelnemer, maar door een kayfabe ontslag door General Manager Theodore Long 2 dagen ervoor, werd zijn plaats ingevuld door Big Show.

### Elimination Chamber XIII
20 februari 2011 - voor een kans op het World Heavyweight Championship bij het evenement WrestleMania XXVII - John Cena vs. Sheamus vs. CM Punk vs. Randy Orton vs. John Morrison vs. R-Truth - Elimination Chamber - Oakland (Californië)
| Eliminatie # | Worstelaar    | Binnenkomst | Geëlimineerd door | Tijd   |
| ------------ | ------------- | ----------- | ----------------- | ------ |
| 1            | R-Truth       | 5           | Sheamus           | 17:31  |
| 2            | Randy Orton   | 3           | CM Punk           | 21:33  |
| 3            | Sheamus       | 2           | Morrison          | 25:16  |
| 4            | John Morrison | 1           | CM Punk           | 32:50  |
| 5            | CM Punk       | 6           | Cena              | 33:12  |
| Winnaar      | John Cena     | 4           | n.v.t.            | n.v.t. |

- CM Punk werd als eerste geëlimineerd door Randy Orton, maar werd terug in de wedstrijd gebracht nadat een fout werd vastgesteld aan Punk's wachtkamer, toen die maar half open ging en Orton daarvan profiteerde.

### Elimination Chamber XIV
19 februari 2012 - (WWE Championship) - CM Punk (c) vs. Kofi Kingston vs. The Miz vs. Dolph Ziggler vs. Chris Jericho vs. R-Truth - Elimination Chamber - Milwaukee (Wisconsin)
| Eliminatie # | Worstelaar    | Binnenkomst | Geëlimineerd door            | Tijd   |
| ------------ | ------------- | ----------- | ---------------------------- | ------ |
| 1            | R-Truth       | 4           | CM Punk                      | 11:38  |
| 2            | Dolph Ziggler | 3           | Jericho                      | 21:15  |
| 3            | Kofi Kingston | 2           | Jericho                      | 25:28  |
| 4            | Jericho       | 6           | n.v.t, Jericho was knock-out | 26:51  |
| 5            | The Miz       | 5           | CM Punk                      | 32:39  |
| Winnaar      | CM Punk       | 1           | n.v.t.                       | n.v.t. |

### Elimination Chamber XV
19 februari 2012 - (World Heavyweight Championship) - Daniel Bryan (c) vs. Wade Barrett vs. Cody Rhodes vs. Big Show vs. Santino Marella vs. The Great Khali - Elimination Chamber - Milwaukee (Wisconsin)
| Eliminatie # | Worstelaar      | Binnenkomst | Geëlimineerd door | Tijd   |
| ------------ | --------------- | ----------- | ----------------- | ------ |
| 1            | The Great Khali | 5           | Big Show          | 16:31  |
| 2            | Big Show        | 1           | Rhodes            | 22:37  |
| 3            | Cody Rhodes     | 3           | Marella           | 23:04  |
| 4            | Wade Barrett    | 2           | Marella           | 30:37  |
| 5            | Santino Marella | 4           | Bryan             | 34:04  |
| Winnaar      | Daniel Bryan    | 6           | n.v.t.            | n.v.t. |

- Santino Marella nam de plaats in van Randy Orton nadat (kayfabe) "General Manager" Theodore Long die laatste meedeelde dat hij op doktersadvies niet mocht deelnemen. Daarom besloot Long om iedere worstelaar die aanwezig was een kans te geven op die vrije plaats in de vorm van een Royal Rumble-achtige wedstrijd. Santino Marella bleef als laatste over na het elimineren van David Otunga en kreeg de vrije plaats toegewezen.

### Elimination Chamber XVI
17 februari 2013 - voor een kans op het World Heavyweight Championship bij het evenement WrestleMania 29 - Jack Swagger vs. Chris Jericho vs. Daniel Bryan vs. Kane vs. Mark Henry vs. Randy Orton - Elimination Chamber - New Orleans (Louisiana)
| Eliminatie # | Worstelaar    | Binnenkomst | Geëlimineerd door | Tijd   |
| ------------ | ------------- | ----------- | ----------------- | ------ |
| 1            | Daniel Bryan  | 2           | Henry             | 16:35  |
| 2            | Kane          | 4           | Henry             | 18:22  |
| 3            | Mark Henry    | 6           | Orton             | 23:18  |
| 4            | Chris Jericho | 1           | Orton             | 31:11  |
| 5            | Randy Orton   | 5           | Swagger           | 31:18  |
| Winnaar      | Jack Swagger  | 3           | n.v.t.            | n.v.t. |

### Elimination Chamber XVII
23 februari 2014 - (WWE World Heavyweight Championship) - Randy Orton (c) vs. Cesaro vs. Christian Cage vs. Sheamus vs. Daniel Bryan vs. John Cena - Elimination Chamber - Minneapolis (Minnesota)
| Eliminatie # | Worstelaar     | Binnenkomst | Geëlimineerd door               | Tijd   |
| ------------ | -------------- | ----------- | ------------------------------- | ------ |
| 1            | Sheamus        | 2           | Cage                            | 26:03  |
| 2            | Christian Cage | 4           | Bryan                           | 27:12  |
| 3            | Cesaro         | 1           | Cena                            | 30:10  |
| 4            | John Cena      | 5           | Orton (met dank aan Bray Wyatt) | 32:38  |
| 5            | Daniel Bryan   | 3           | Orton                           | 37:30  |
| Winnaar      | Randy Orton    | 6           | n.v.t.                          | n.v.t. |

- Laatste pay-per-view van Christian Cage als professioneel worstelaar voor zijn pensioen

### Elimination Chamber XVIII
31 mei 2015 - (WWE Tag Team Championship) - The New Day (Kofi Kingston, Big E Langston & Xavier Woods) (c) vs. "Los Matadores" (Diego & Fernando) vs. "The Ascension" (Konnor & Viktor) vs. The Prime Time Players (Darren Young & Titus O'Neil) vs. "The Lucha Dragons" (Kalisto & Sin Cara) vs. Tyson Kidd & Cesaro - Elimination Chamber - Corpus Christi (Texas)
| Eliminatie # | Worstelaar               | Binnenkomst | Geëlimineerd door        | Tijd   |
| ------------ | ------------------------ | ----------- | ------------------------ | ------ |
| 1            | "Los Matadores"          | 4           | "The Ascension"          | 10:22  |
| 2            | "The Lucha Dragons"      | 2           | "The Ascension"          | 12:45  |
| 3            | "The Ascension"          | 1           | "The Prime Time Players" | 13:30  |
| 4            | Tyson Kidd & Cesaro      | 3           | "The Prime Time Players" | 18:28  |
| 5            | "The Prime Time Players" | 5           | "The New Day"            | 23:40  |
| Winnaar      | The New Day              | 6           | n.v.t.                   | n.v.t. |

- Eerste tag team "Elimination Chamber"

### Elimination Chamber XIX
31 mei 2015 - (vacant WWE Intercontinental Championship) - Dolph Ziggler vs. Sheamus vs. Ryback vs. Wade Barrett vs. Mark Henry vs. R-Truth - Elimination Chamber - Corpus Christi (Texas)
| Eliminatie # | Worstelaar    | Binnenkomst | Geëlimineerd door | Tijd   |
| ------------ | ------------- | ----------- | ----------------- | ------ |
| 1            | Wade Barrett  | 1           | R-Truth           | 11:05  |
| 2            | R-Truth       | 3           | Ryback            | 14:00  |
| 3            | Mark Henry    | 4           | Sheamus           | 17:20  |
| 4            | Dolph Ziggler | 2           | Sheamus           | 20:25  |
| 5            | Sheamus       | 6           | Ryback            | 25:14  |
| Winnaar      | Ryback        | 5           | n.v.t.            | n.v.t. |

- Eerste "Elimination Chamber" waarin het WWE Intercontinental Championship op het spel stond

### Elimination Chamber XX
12 februari 2017 - (WWE Championship) - John Cena (c) vs. A.J. Styles vs. The Miz vs. Dean Ambrose vs. Bray Wyatt vs. Baron Corbin - Elimination Chamber - Phoenix (Arizona)
| Eliminatie # | Worstelaar   | Binnenkomst | Geëlimineerd door | Tijd   |
| ------------ | ------------ | ----------- | ----------------- | ------ |
| 1            | Baron Corbin | 5           | Ambrose           | 18:50  |
| 2            | Dean Ambrose | 3           | The Miz           | 20:35  |
| 3            | The Miz      | 6           | Cena              | 23:25  |
| 4            | John Cena    | 1           | Wyatt             | 29:00  |
| 5            | A.J. Styles  | 2           | Wyatt             | 34:20  |
| Winnaar      | Bray Wyatt   | 4           | n.v.t.            | n.v.t. |

### Elimination Chamber XXI
25 februari 2018 - (WWE Raw Women's Championship) - Alexa Bliss (c) vs. Sasha Banks vs. Bayley vs. Mickie James vs. Sonya Deville vs. Mandy Rose - Elimination Chamber - Paradise (Nevada)
| Eliminatie # | Worstelaar    | Binnenkomst | Geëlimineerd door | Tijd   |
| ------------ | ------------- | ----------- | ----------------- | ------ |
| 1            | Mandy Rose    | 3           | Banks             | 13:50  |
| 2            | Sonya Deville | 2           | James             | 17:35  |
| 3            | Mickie James  | 5           | Bayley            | 18:00  |
| 4            | Bayley        | 1           | Bliss             | 25:30  |
| 5            | Sasha Banks   | 4           | Bliss             | 29:35  |
| Winnaar      | Alexa Bliss   | 6           | n.v.t.            | n.v.t. |

- Eerste vrouwelijke "Elimination Chamber" in de geschiedenis

### Elimination Chamber XXII
25 februari 2018 - voor een kans op het WWE Universal Championship bij het evenement WrestleMania 34 - Seth Rollins vs. The Miz vs. Elias Samson vs. Roman Reigns vs. Finn Bálor vs. John Cena vs. Braun Strowman - Elimination Chamber - Paradise (Nevada)
| Eliminatie # | Worstelaar     | Binnenkomst | Geëlimineerd door | Tijd   |
| ------------ | -------------- | ----------- | ----------------- | ------ |
| 1            | The Miz        | 1           | Strowman          | 20:20  |
| 2            | Elias          | 7           | Strowman          | 25:21  |
| 3            | John Cena      | 4           | Strowman          | 26:25  |
| 4            | Finn Bálor     | 3           | Strowman          | 31:03  |
| 5            | Seth Rollins   | 2           | Strowman          | 36:40  |
| 6            | Braun Strowman | 6           | Reigns            | 40:15  |
| Winnaar      | Roman Reigns   | 5           | n.v.t.            | n.v.t. |

- "Elimination Chamber" met 7 deelnemers, waarbij Braun Strowman dus iedereen elimineerde behalve Roman Reigns

### Elimination Chamber XXIII
17 februari 2019 - (inaugurele WWE Women's Tag Team Championship) - "The Boss 'n' Hugg Connection" (Bayley & Sasha Banks) vs. "The Ilconics" (Billy Kay & Peyton Royce) vs. "Naomi" (Naomi & Carmella) vs. "Samoan Slaughterhouse" (Nia Jax & Tamina) vs. "The Riot Squad" (Liv Morgan & Sarah Logan) - Elimination Chamber - Houston (Texas)
| Eliminatie # | Worstelaar                                          | Binnenkomst | Geëlimineerd door         | Tijd   |
| ------------ | --------------------------------------------------- | ----------- | ------------------------- | ------ |
| 1            | Naomi & Carmella                                    | 5           | Billie Kay & Peyton Royce | 17:10  |
| 2            | Billie Kay & Peyton Royce                           | 4           | Nia Jax & Tamina          | 20:15  |
| 3            | Liv Morgan & Sarah Logan                            | 3           | Tamina                    | 25:05  |
| 4            | Nia Jax & Tamina                                    | 6           | Bayley                    | 27:05  |
| 5            | Mandy Rose & Sonya Deville                          | 1           | Sasha Banks               | 33:00  |
| Winnaar      | The Boss 'n' Hugg Connection (Bayley & Sasha Banks) | 2           | n.v.t.                    | n.v.t. |

- Cursief: worstelaar werd geëlimineerd voor haar team

### Elimination Chamber XXIV
17 februari 2019 - (WWE Championship) - Daniel Bryan (c) vs. A.J. Styles vs. Randy Orton vs. Jeff Hardy vs. Kofi Kingston vs. Samoa Joe - Elimination Chamber - Houston (Texas)
| Eliminatie # | Worstelaar    | Binnenkomst | Geëlimineerd door | Tijd   |
| ------------ | ------------- | ----------- | ----------------- | ------ |
| 1            | Samoa Joe     | 1           | Styles            | 14:35  |
| 2            | Jeff Hardy    | 5           | Bryan             | 18:00  |
| 3            | A.J. Styles   | 4           | Orton             | 22:25  |
| 4            | Randy Orton   | 6           | Kingston          | 24:05  |
| 5            | Kofi Kingston | 3           | Bryan             | 36:40  |
| Winnaar      | Daniel Bryan  | 2           | n.v.t.            | n.v.t. |

## Deelnemerslijst

### Mannen

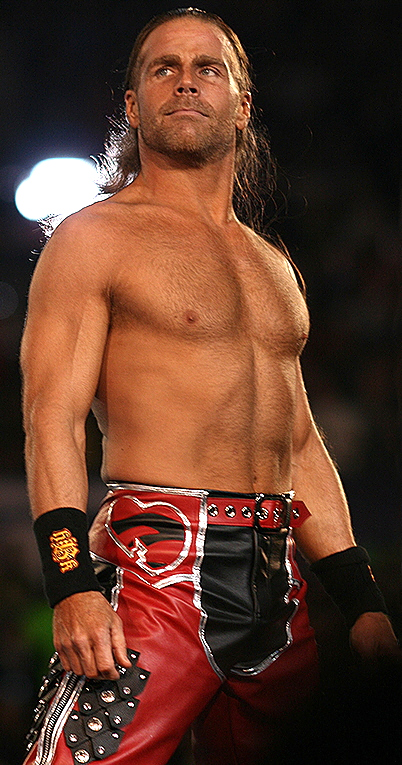
Shawn Michaels was de inaugurele winnaar in 2002

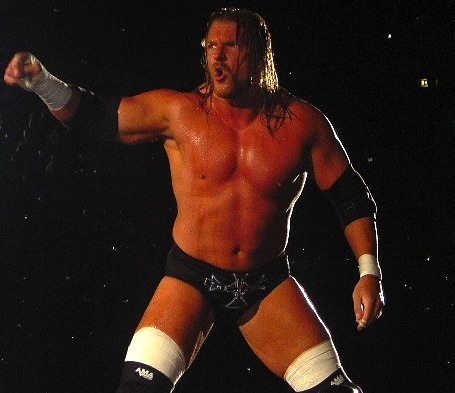
Triple H is recordhouder met 4 overwinningen in "Elimination Chamber"

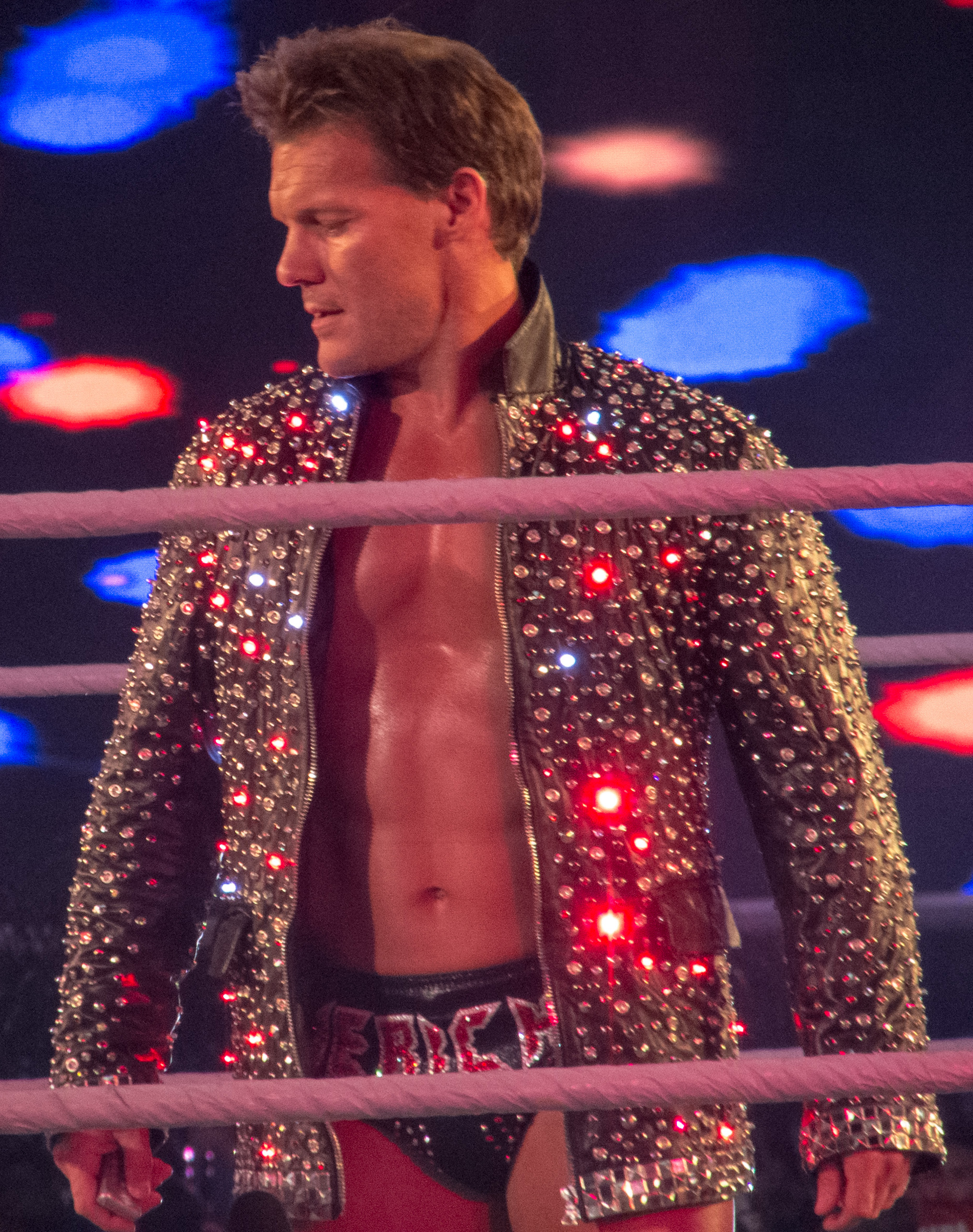
Chris Jericho nam reeds het vaakst deel aan "Elimination Chamber", met name 8 keer; hij is ook recordhouder wat betreft eliminaties met 10 stuks

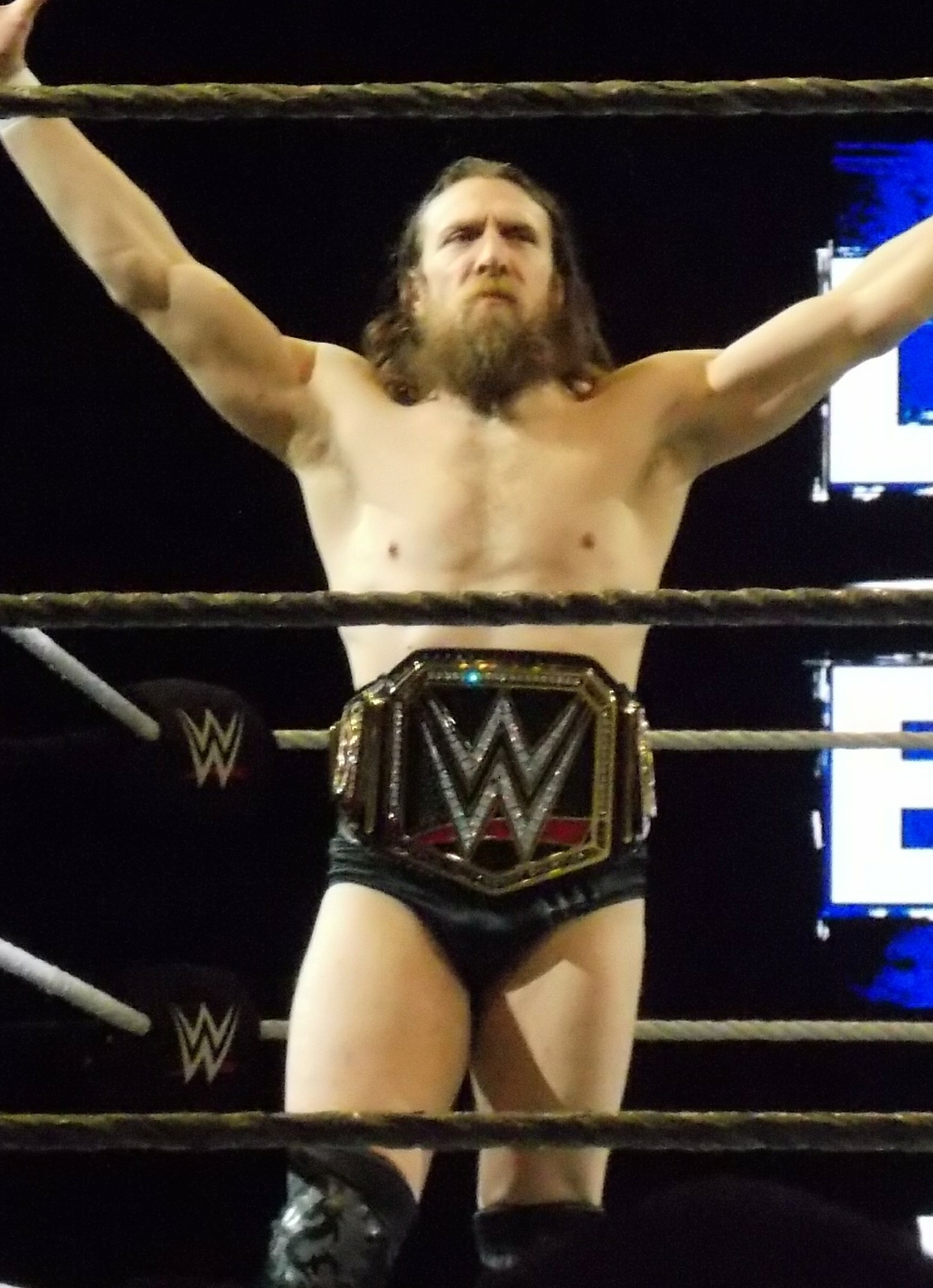
Daniel Bryan (en Triple H) veroverden of verdedigden zowel het WWE Championship als het World Heavyweight Championship in een "Elimination Chamber"

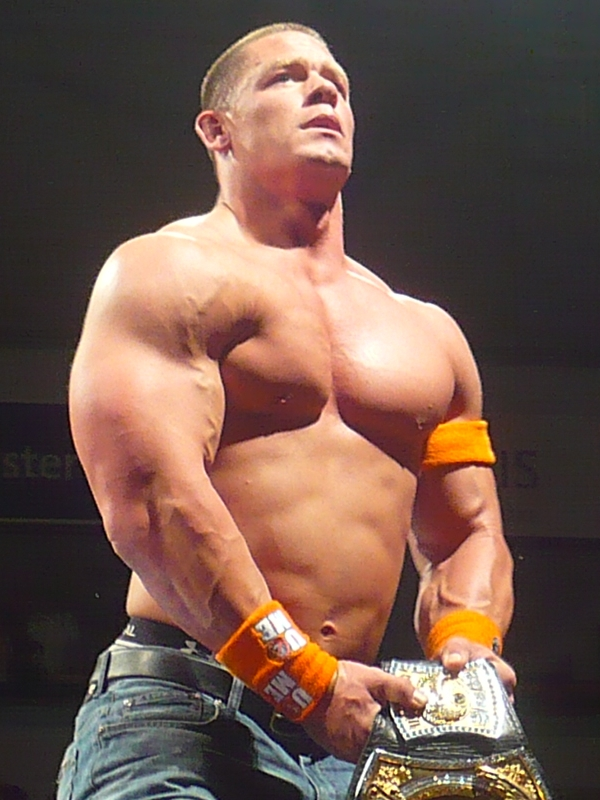
John Cena (en Daniel Bryan) hebben een "Elimination Chamber" gewonnen als eerste én laatste deelnemer

| Worstelaar               | Overwinningen | Deelnames | Aantal eliminaties |
| ------------------------ | ------------- | --------- | ------------------ |
| Triple H                 | 4             | 6         | 7                  |
| John Cena                | 3             | 7         | 5                  |
| Edge                     | 2             | 4         | 4                  |
| Daniel Bryan             | 2             | 4         | 4                  |
| Bobby Lashley            | 1             | 1         | 2                  |
| Ryback                   | 1             | 1         | 2                  |
| Bray Wyatt               | 1             | 1         | 2                  |
| Jack Swagger             | 1             | 1         | 1                  |
| Xavier Woods             | 1             | 1         | 1                  |
| Big E Langston           | 1             | 1         | 1                  |
| Roman Reigns             | 1             | 1         | 1                  |
| The Undertaker           | 1             | 3         | 6                  |
| CM Punk                  | 1             | 4         | 6                  |
| Shawn Michaels           | 1             | 4         | 3                  |
| Kofi Kingston            | 1             | 4         | 3                  |
| Randy Orton              | 1             | 7         | 6                  |
| Chris Jericho            | 1             | 8         | 10                 |
| Braun Strowman           | 0             | 1         | 5                  |
| Goldberg                 | 0             | 1         | 3                  |
| Carlito                  | 0             | 1         | 3                  |
| Test                     | 0             | 1         | 2                  |
| Santino Marella          | 0             | 1         | 2                  |
| Konnor                   | 0             | 1         | 2                  |
| Darren Young             | 0             | 1         | 2                  |
| Booker T                 | 0             | 1         | 1                  |
| Chris Masters            | 0             | 1         | 1                  |
| Finlay                   | 0             | 1         | 1                  |
| Ted DiBiase Jr.          | 0             | 1         | 1                  |
| Cody Rhodes              | 0             | 1         | 1                  |
| Christian Cage           | 0             | 1         | 1                  |
| Viktor                   | 0             | 1         | 1                  |
| Dean Ambrose             | 0             | 1         | 1                  |
| Kevin Nash               | 0             | 1         | 0                  |
| Chris Benoit             | 0             | 1         | 0                  |
| Kurt Angle               | 0             | 1         | 0                  |
| Hardcore Holly           | 0             | 1         | 0                  |
| Big Daddy V              | 0             | 1         | 0                  |
| Montel Vontavious Porter | 0             | 1         | 0                  |
| John "Bradshaw" Layfield | 0             | 1         | 0                  |
| Umaga                    | 0             | 1         | 0                  |
| Vladimir Kozlov          | 0             | 1         | 0                  |
| Mike Knox                | 0             | 1         | 0                  |
| Drew McIntyre            | 0             | 1         | 0                  |
| Diego                    | 0             | 1         | 0                  |
| Fernando                 | 0             | 1         | 0                  |
| Kalisto                  | 0             | 1         | 0                  |
| Sin Cara                 | 0             | 1         | 0                  |
| Tyson Kidd               | 0             | 1         | 0                  |
| Titus O'Neil             | 0             | 1         | 0                  |
| Baron Corbin             | 0             | 1         | 0                  |
| Elias Samson             | 0             | 1         | 0                  |
| Finn Bálor               | 0             | 1         | 0                  |
| Seth Rollins             | 0             | 1         | 0                  |
| Samoa Joe                | 0             | 1         | 0                  |
| Batista                  | 0             | 2         | 3                  |
| John Morrison            | 0             | 2         | 2                  |
| Mark Henry               | 0             | 2         | 2                  |
| Rob Van Dam              | 0             | 2         | 1                  |
| A.J. Styles              | 0             | 2         | 1                  |
| The Great Khali          | 0             | 2         | 0                  |
| Cesaro                   | 0             | 2         | 0                  |
| Dolph Ziggler            | 0             | 2         | 0                  |
| Rey Mysterio             | 0             | 3         | 3                  |
| Jeff Hardy               | 0             | 3         | 2                  |
| The Miz                  | 0             | 3         | 1                  |
| Wade Barrett             | 0             | 3         | 0                  |
| Sheamus                  | 0             | 4         | 4                  |
| Big Show                 | 0             | 4         | 2                  |
| R-Truth                  | 0             | 4         | 1                  |
| Kane                     | 0             | 5         | 2                  |

### Vrouwen
| Worstelaar    | Overwinningen | Deelnames | Aantal eliminaties |
| ------------- | ------------- | --------- | ------------------ |
| Alexa Bliss   | 1             | 1         | 2                  |
| Sasha Banks   | 1             | 2         | 3                  |
| Bayley        | 1             | 2         | 2                  |
| Tamina        | 0             | 1         | 3                  |
| Mickie James  | 0             | 1         | 1                  |
| Billie Kay    | 0             | 1         | 1                  |
| Peyton Royce  | 0             | 1         | 1                  |
| Nia Jax       | 0             | 1         | 1                  |
| Naomi         | 0             | 1         | 0                  |
| Carmella      | 0             | 1         | 0                  |
| Liv Morgan    | 0             | 1         | 0                  |
| Sarah Logan   | 0             | 1         | 0                  |
| Mandy Rose    | 0             | 2         | 1                  |
| Sonya Deville | 0             | 2         | 1                  |

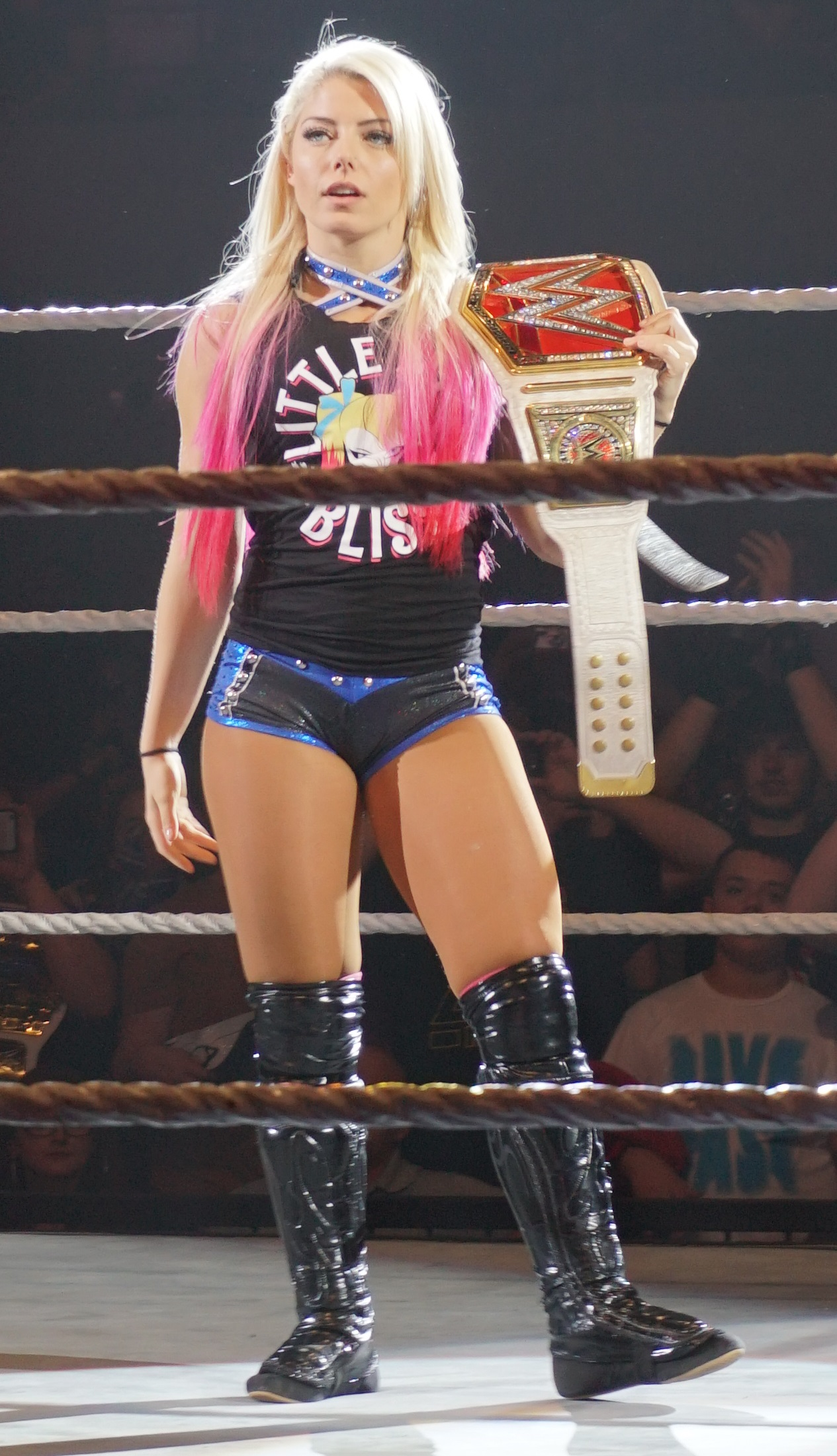
Alexa Bliss was de eerste vrouwelijke winnaar van "Elimination Chamber" in februari 2018

Bijgewerkt t/m 17 februari 2019, Elimination Chamber (2019)

## Records en feiten

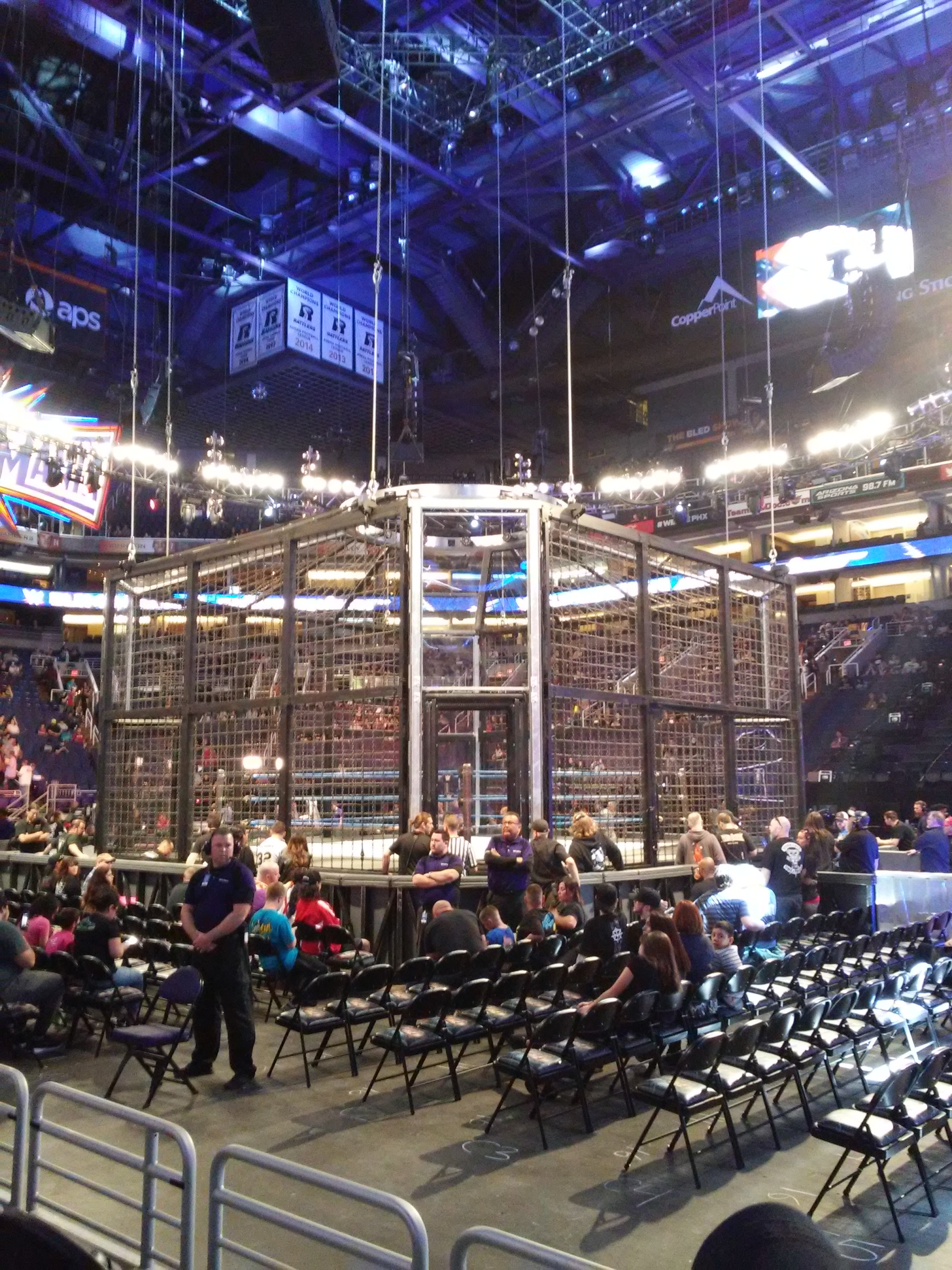
"Elimination Chamber" in 2017

- Chris Jericho heeft het vaakst aan "Elimination Chamber" deelgenomen (8 keer).
- Shawn Michaels was in elke "Elimination Chamber" waaraan hij deelnam, betrokken bij minstens één eliminatie.
- Shawn Michaels' titelwinst in de eerste "Elimination Chamber match" maakte hem de eerste worstelaar in de geschiedenis van de WWE om een Heavyweight Championship te winnen in een steel cage van welk type dan ook.
- Triple H heeft de meeste "Elimination Chambers" gewonnen (4 keer).
- Chris Jericho heeft de meeste eliminaties op zijn naam staan met 10 als totaal. Triple H volgt als tweede met 7 eliminaties.
- Triple H en Chris Jericho namen drie keer op rij deel aan "Elimination Chamber" (2002, 2003, 2005). Shawn Michaels was er toen praktisch ook bij, maar hij deed dienst als scheidsrechter in de derde "Elimination Chamber".
- 19 keer stond reeds een titel op het spel, waarvan 7 keer het World Heavyweight Championship en 7 keer het WWE Championship.
- Hoewel het zijn van de eerste twee deelnemers op papier een groot nadeel is, zijn The Undertaker, John Cena, CM Punk, Edge en Daniel Bryan tot dusver de enigen die van begin tot eind in de "Elimination Chamber" vochten en de overwinning weg kaapten.
- De eerste deelnemer die werd geëlimineerd was tussen "Elimination Chamber II" en "Elimination Chamber IV" (2003, 2005, 2006) steeds een nieuwkomer voor de "Elimination Chamber", te weten Kevin Nash, Edge en Kurt Angle respectievelijk.
- Braun Strowman is sinds 2018 recordhouder wat betreft meeste eliminaties - zonder assistentie van een ander - in een enkele "Elimination Chamber" met 5 eliminaties.
- Chris Masters nam deel aan de "Elimination Chamber" van 2006 op zijn verjaardag, 8 januari, bij het evenement New Year's Revolution.
- Twee "Elimination Chambers" vonden al plaats in New York.
- John Cena won een "Elimination Chamber match" voor het WWE Championship in januari 2006, maar verloor zijn titel onmiddellijk aan Edge toen die zijn Money in the Bank-koffer succesvol indiende.
- Twee keer moest een worstelaar vervangen worden; Kofi Kingston door Edge nadat deze hem had aangevallen bij zijn entree naar de "Chamber" en Randy Orton in 2010 door Santino Marella op bevel van Theodore Long, toen dokters Orton (kayfabe) een negatief advies gaven. Santino Marella is de enige die zich via een Royal Rumble moest plaatsen om een plaatsje te bemachtigen in de "Elimination Chamber".

## Trivia
- Triple H, Shawn Michaels, Rob Van Dam, Chris Jericho, Booker T en Kane improviseerden grotendeels het verloop van de allereerste "Elimination Chamber" in 2002, omdat niet geweten was van welke "calling spots" of kantelpunten/scharniermomenten ze zich zouden bedienen.[1]
- "Elimination Chamber" staat ook bekend als "The Devil's Playground" vanwege de ontzagwekkende structuur van de "Chamber".
- Toen werd geadverteerd voor de tweede "Elimination Chamber", kreeg de "Chamber" de bijnaam "The Place Where Careers Go to Die" ("De plaats waar carrières [zullen] eindigen").
- "Elimination Chamber" is gemaakt van 10 ton staal en 2 mijl ketting.
- "Elimination Chamber" is 12 meter in omvang.
- Voor aanvang van de eerste "Elimination Chamber" zei bedenker Eric Bischoff dat de structuur is “designed to punish the human body" ("ontworpen om het menselijk lichaam te straffen"). Een van de ontwerpers sprak dat de "Chamber" eruitzag als een "stalen hel".
- Voormalige deelnemers Carlito en Chris Masters hebben (nog) geen WWE World Heavyweight Championship gewonnen op een bepaald punt in hun carrière.